# Chalchuapa
Chalchuapa est une municipalité située dans le département de Santa Ana, au Salvador.

## Histoire
En 2021 un charnier contenant une quarantaine de corps est découvert dans la ville.